# Groupe Madrigall
Pour les articles homonymes, voir Madrigal (homonymie).
Le groupe Madrigall, holding éditoriale française fondée en 1992, est la maison mère de plusieurs maisons d’édition et sociétés de distribution dont Gallimard, Flammarion et Casterman.

## Historique du groupe
Madrigall est une société par holding, fondée en 1992, dans laquelle Antoine Gallimard, président du groupe Gallimard, et sa sœur, Isabelle Gallimard, directrice du Mercure de France, possèdent, à cette époque, la majorité des parts. À la fin des années 1990, la famille Gallimard rachète les parts des deux principaux actionnaires complémentaires, à savoir Einaudi (alors propriété de la holding de Silvio Berlusconi, Fininvest via Arnoldo Mondadori Editore) et Havas, laquelle société était en train de fusionner avec Vivendi. La part de la famille Gallimard atteint alors 60 %. En janvier 2003, cette part monte à 98 % après le rachat des parts d'actionnaires minoritaires, pour un montant de 98 millions d'euros.
Madrigall rachète le groupe Flammarion en septembre 2012, auparavant propriété de l'italien RCS MediaGroup, pour 251 millions d'euros.
En octobre 2013, le groupe LVMH entre au capital à hauteur de 30 millions d'euros (9,5 % du capital).
En juin 2021, Madrigall rachète les Éditions de Minuit,.
En janvier 2023, la Commission de la concurrence suisse ouvre une enquête sur la holding pour examiner si elle limite de façon illégale la possibilité pour les libraires suisses de se fournir en France à de meilleures conditions,.
Le 19 avril 2023, Antoine Gallimard nomme ses deux filles aînées, Charlotte et Laure, directrices générales du groupe Madrigall à ses côtés.
Au Canada, en 2024, les groupes de diffusion Flammarion Ltée et Gallimard Ltée décident de fusionner pour créer le groupe Madrigall Canada. 

## Structure du groupe
- Les filiales d'édition
  - Éditions Gallimard
  - Gallimard Jeunesse
  - Gallimard Loisirs (guides touristiques)
  - Éditions Denoël
  - Mercure de France
  - Éditions de la Table ronde
  - Quai Voltaire
  - L'Arpenteur
  - Le Promeneur
  - L'Arbalète
  - Éditions P.O.L
  - Éditions Alternatives
  - Futuropolis
  - Les Grandes Personnes (inférieur à 100 %)
  - Éditions Flammarion (y compris les collections GF et Champs)
  - Hoëbeke
  - Climats
  - Arthaud
  - Aubier
  - Autrement
  - Viviane Hamy
  - Pygmalion-Gérard Watelet
  - Joëlle Losfeld
  - J'ai lu
  - Éditions Verticales
  - Casterman
  - Éditions Sarbacane[13]
  - Éditions de Minuit
  - Christian Bourgois éditeur

- Les filiales de diffusion et de distribution
  - Sodis
  - Centre de diffusion de l'édition (CDE)
  - France Édition Diffusion (FED)
  - Sofédis
  - Éditions Foliade (Belgique)
  - Éditions des Cinq Frontières (Suisse)
  - Socadis (Canada)
  - Union Distribution
  - Madrigall Canada
  - Eden Livres (édition numérique)

- Les librairies, au nombre de huit, à Paris, Metz, Nancy et Strasbourg.